# Solenopsis krockowi
Solenopsis krockowi es una especie de hormiga del género Solenopsis, subfamilia Myrmicinae.

## Distribución
Esta especie se encuentra en México y los Estados Unidos.